# Sicista pseudonapaea
Sicista pseudonapaea е вид бозайник от семейство Тушканчикови (Dipodidae).

## Разпространение
Видът е разпространен в Казахстан и Китай.